# С (электровоз)
С10 (обозначение по системе 1925 года, заводское — 145T), более известная как С (Сурамский) — серия шестиосных электровозов постоянного тока, выпускавшихся американской компанией General Electric (GE — ДЖИИ) для Советских железных дорог. В 1932 году электровозы С стали первыми в СССР магистральными электровозами, открыв в том же году движение по электрифицированной железной дороге через Сурамский перевал. Впоследствии в Советском Союзе был налажен выпуск лицензионной копии данного локомотива — серии Сс11.
Электровоз С стал родоначальником целой группы Сурамских электровозов (Сс, Си, ВЛ19, СК, ВЛ22 (См22), ВЛ22м), которые выпускались вплоть до 1956 года.

## Заказ электровозов

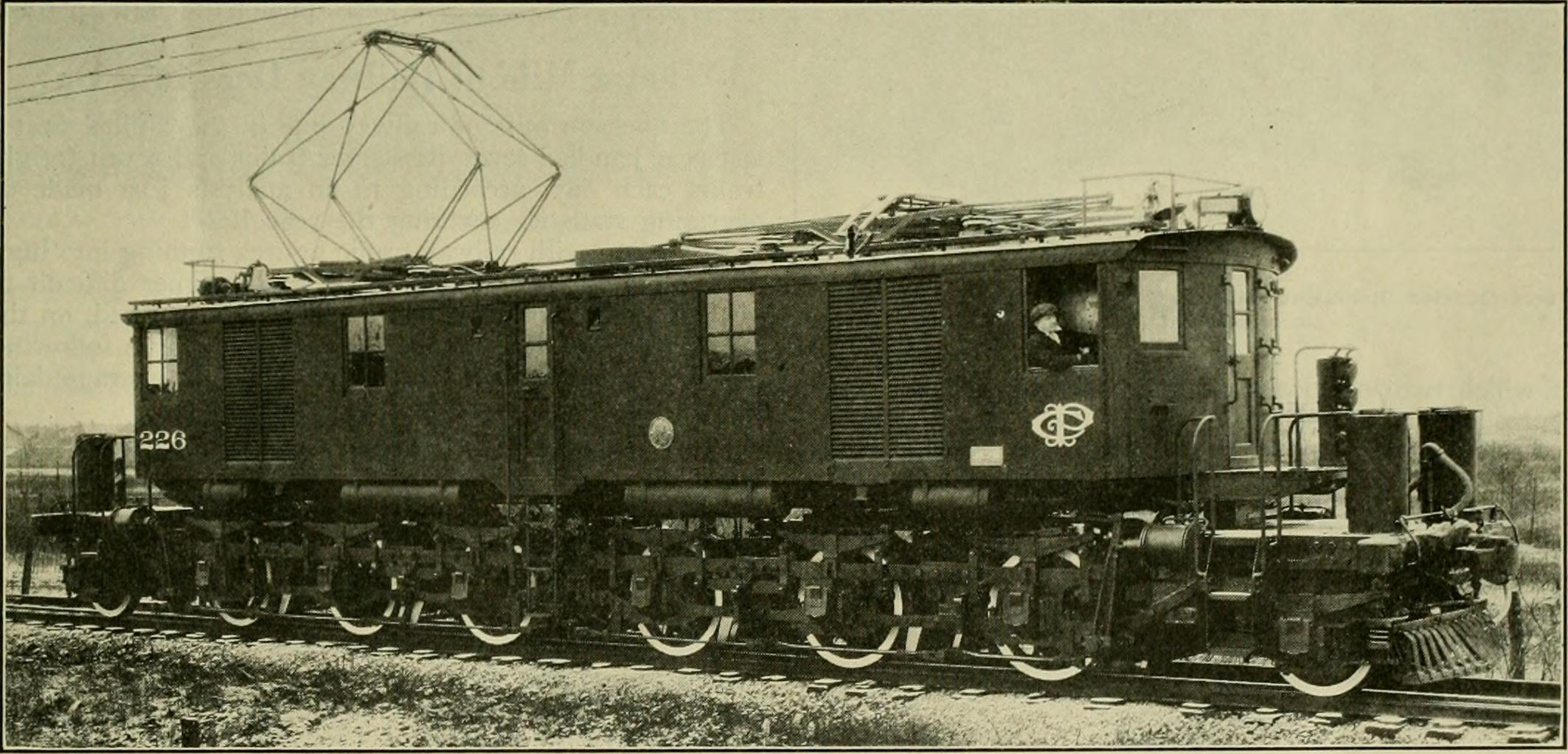
Электровоз 147T бразильских железных дорог, ставший прототипом локомотива для Сурамского перевала

К 1920-м годам участок Закавказской железной дороги через Сурамский перевал (Хашури — Зестафони) уже сильно ограничивал грузооборот на данном направлении, вынуждая использовать кратную тягу поездов с помощью двух — трёх паровозов Э, имеющих мощность около 1000 л. с. (735 кВт) при сцепном весе 81 т и жёсткой базой 4230 мм. В те годы в Советском Союзе не существовало паровозов, которые могли бы работать на тяжёлом горном профиле со множеством кривых, но зато рядом с перевалом протекали реки Кура и Риони, которые являлись потенциальными источниками электроэнергии. В итоге было принято решение об электрификации этого сложного участка, поэтому с 1928 года начались работы по строительству гидроэлектростанций, высоковольтных линий электропередачи, контактной сети и подстанций, а также по усилению путей. Система тока была выбрана ещё в 1921 году на Всеросийском электротехническом съезде — постоянным током с номинальным напряжением в контактной сети 3000 В, так как она к тому времени уже получила распространение во многих странах мира и хорошо себя зарекомендовала на горных дорогах, где целесообразно применять рекуперативное торможение.
Благодаря усилению железнодорожного пути, в том числе укладке рельсов типа 1А массой 43 кг/м и применению щебёночного балласта, стало возможным увеличить осевую нагрузку до 22 тс. Предварительные расчёты показывали, что для Сурамского перевала нужны шестиосные электровозы со сцепным весом 132 тонны. Магистральные электровозы в СССР тогда ещё не выпускались, поэтому для ускорения перевода участка на новый вид тяги было решено закупить партию локомотивов за рубежом, после чего в стране наладить уже собственное производство. Через «Внешторг» НКПС связался с различными фирмами по поводу заказа электрических локомотивов. После рассмотрения нескольких вариантов и предложений был сделан выбор в пользу американской General Electric (GE, в русской литературе иногда — ДЖИИ) и итальянской Tecnomasio Italiano-Brown-Boweri (смотри про серию Си); непосредственно GE была выбрана из-за того, что среди американских фирм она имела самый большой опыт постройки электровозов на напряжение 3000 вольт, в том числе в 1927—1929 годы поставила в Бразилию партию электровозов типа 1-30−0+0-30−1 (заводской тип — 147T) весом 133 тонны, мощностью в часовом режиме 2500 л. с. (1839 кВт) и с рекуперативным торможением, то есть с параметрами, близкими к параметрам электровоза, необходимого для Сурамского перевала.
В марте 1930 года был заключён договор, согласно которому американская компания обязалась поставить 8 электровозов, а также комплект рабочих чертежей и всю необходимую документацию для постройки аналогичных локомотивов в Советском Союзе. По договору два электровоза должны были иметь тяговые электродвигатели фирмы GE, а остальные шесть будут оборудованы на Закавказской дороге двигателями уже советского производства. В мае 1932 года в США была завершена постройка электровозов, которые получили заводское обозначение 145T и номера 11465—11472; на дорогах НКПС им по системе 1925 года присвоили буквенно-цифровую серию С10 и полные обозначения С10-01 — С10-08. В июне 1932 года электровозы С10-01 и С10-03 с американскими двигателями поступили в депо Хашури.

## Конструкция

### Механическая часть

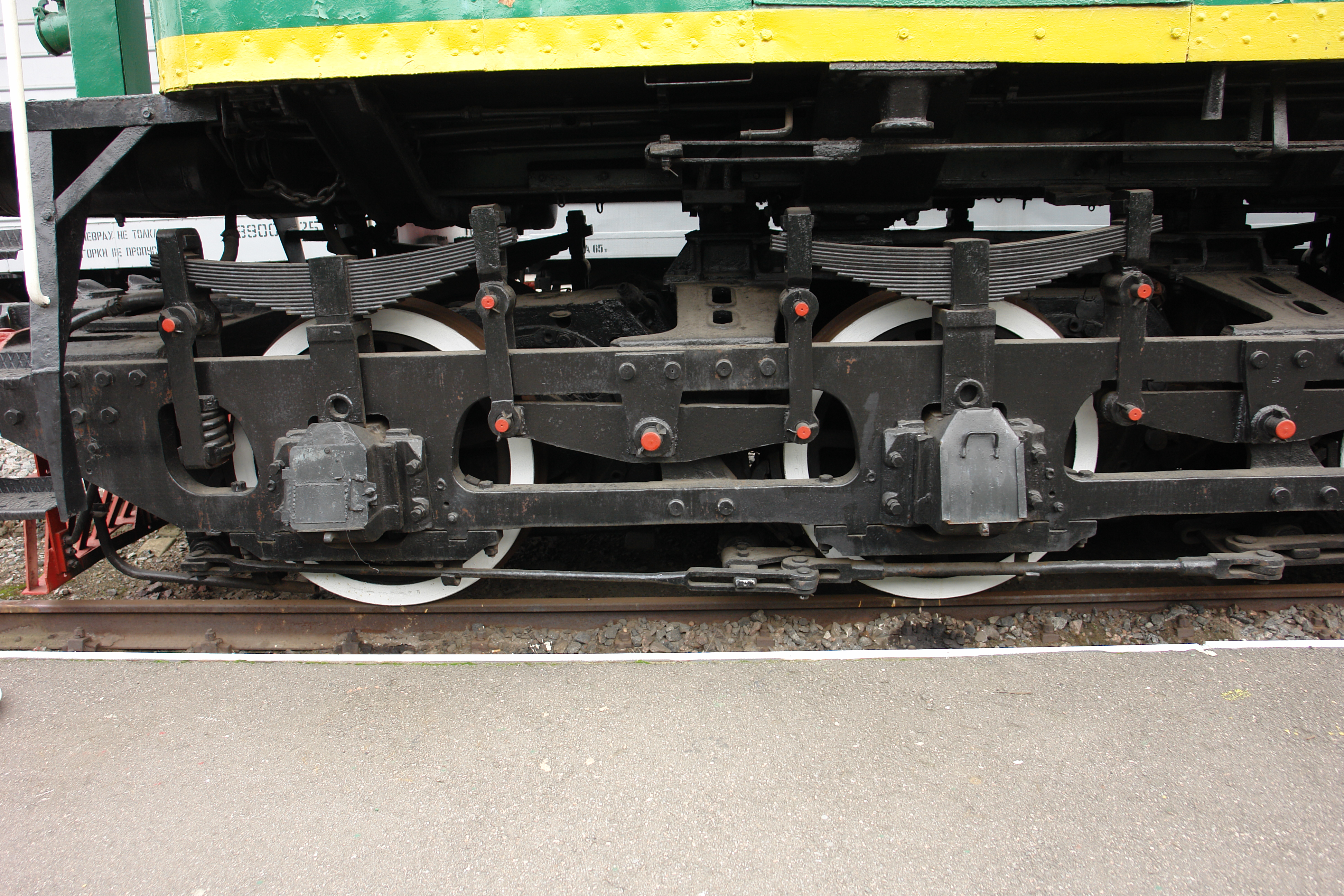
Тележка электровоза серии С_{с}, имевшего аналогичную конструкцию

На электровозе был применён кузов вагонного типа с кабинами машиниста по торцам, перед которыми располагались площадки; вход в кузов осуществлялся как через площадки, так и через боковые двери. Кузов был выполнен с несущей рамой и состоял из непосредственно рамы, боковых стенок и крыши с люками. Рама кузова состояла из двух продольных хребтовых балок и наружных обвязочных угольников, которые связывались друг с другом с помощью поперечных балок; последние состояли из двух швеллеров, сверху и снизу связанных накладками из листовой стали. Свободное пространство между швеллерами использовалось для размещения балласта — стальных чушек, прикреплённых болтами к нижним накладкам; две поперечные балки выполняли роль шкворневых — на них были установлены плоские пяты, через которые кузов опирался на тележки. Стенки кузова имели стальной каркас, состоящий из уголков и швеллеров, и обшивку из листовой стали. Все соединения деталей кузова были выполнены с помощью заклёпок.
Рамы тележек состояли из стальных брусковых боковин и литых поперечных креплений. Между двумя поперечными креплениями тележки располагалась продольная балка с подпятником, на который опирались пяты кузова. Рессорное подвешивание одной из тележек было трёхточечным статически определимым; вторая тележка имела подвешивание в двух точках, а третьей точкой служило междутележечное соединение. По концам тележек были установлены буферные брусья, служащие для крепления ударно-тяговых приборов: буферов и винтовой сцепки (впоследствии была заменена на автосцепку). Колёсные пары при новых бандажах толщиной 90 мм имели диаметр поверхности катания 1200 мм; бандажи при этом крепились на центрах без укрепляющих колец. Буксы имели подшипники скольжения, расчитанные на применение жидкой смазки. Тяговый привод был индивидуальным — по электродвигателю на каждую ось; двигатели имели «трамвайное» (опорно-осевое) подвешивание, то есть с одной стороны через подшипники скольжения опирались на ось колёсной пары, а с другой — через пружинные подвески на межрамные крепления. Вращающий момент на колёсную пару передавался с помощью прямозубой двухсторонней передачи с передаточным отношением 4,45 (89:20) и модулем 10; между центрами и венцами больших колёс были установлены упругие пластины.
Электровозы С были оборудованы воздушным тормозом Вестингауза типа EL-14, расчитанного на два поста управления, с набором приборов тормозного оборудования типа ET-6; кран машиниста 6ET имел шесть положений, а кран локомотивного тормоза 6S — пять положений. На Закавказской железной дороге локомотивы дополнительно были оборудованы кранами машиниста № 183 системы Казанцева для управления тормозами грузовых поездов. На каждой тележке было поставлено по два тормозных цилиндра диаметром 14 дюймов; нажатие тормозных колодок — одностороннее.

### Электрооборудование
Электрические цепи электровоза серии С были выполнены по чертежу фирмы GE PP-2743404. Для электрической связи с контактным проводом на крыше установлены два токоприёмника S-538A пантографного типа, каждый из которых расчитан на ток 800 ампер; в нормальных условиях обычно работал только один токоприёмник. На электровозе установлено 6 тяговых электродвигателей (ТЭД), регулирование напряжения на которых осуществляется с помощью реостатов, изготовленных из серого чугуна, а также способами включения ТЭД. Электровоз имеет 36 ходовых позиций, из которых 1—16 позиции соответствуют последовательному соединению ТЭД (все 6 двигателей соединены последовательно в одну ветвь), 17—27 — последовательно-параллельному (двигатели соединены по 3 последовательно в 2 параллельные ветви), 28—36 — параллельному (двигатели соединены по 2 последовательно в 3 параллельные ветви). Позиции 16, 27 и 36 являются ходовыми — на них пусковые реостаты выведены из цепи тяговых электродвигателей. Также на каждом из ходовых соединений можно было получить две степени ослабления возбуждения — 67 и 50 %, благодаря чему число экономических скоростей было увеличено до 9. При рекуперативном торможении якори ТЭД также имели три соединения. Изменение направления движения локомотива осуществлялось с помощью изменения тока в обмотках возбуждения электродвигателей. Ступенчатое повышение напряжения при разгоне осуществлялось за счёт уменьшения сопротивления пусковых резисторов путём закорачивания их отдельных секций, а также их параллельному соединению, благодаря чему число секций резисторов и контакторов, их закорачивающих, удалось сократить с 15 (как на серии Сс) до 11. Электрооборудование предусматривало возможность работы по системе многих единиц, когда несколько соединённых электровозов могут управляться из передней кабины ведущего локомотива.
На С10-01 и С10-03 были применены американские тяговые электродвигатели GE-707. С 1 мая 1932 года московский завод «Динамо» по американским чертежам и документациям наладил выпуск аналогичных двигателей ДПЭ-340 (завода «Динамо», постоянного тока, электровозный, мощность часового режима 340 кВт), которые были установлены на остальных шести электровозах. GE-707 и ДПЭ-340 были выполнены с корпусной изоляцией на номинальное напряжение 3000 вольт и номинальное напряжение на зажимах 1500 вольт, имели по четыре главных и добавочных полюса, волновую обмотку якоря с транспозицией стержней, независимую вентиляцию с подводом воздуха со стороны коллектора и якорные подшипники скольжения с камерами постоянного уровня смазки. Их основные парметры были следующими:
| Режим           | Мощность, кВт | Ток, А | Частота вращения якоря, об/мин |
| --------------- | ------------- | ------ | ------------------------------ |
| Часовой         | 340           | 250    | 605                            |
| Продолжительный | 300           | 220    | 630                            |

Максимальная частота вращения якоря составляла 1390 об/мин, а масса двигателя без шестерён была 4300 кг.
Переключения в цепях пусковых и балластных резисторов осуществлялись индивидуальными электропневматическими контакторами ME-401A, расчитанных на ток продолжительного режима 350 А и часовой 525 А. Несколько отличающиеся от них по конструкции контакторы ME-401B, ME-403A, ME-406A и ME-407A использовались для включения и выключения резисторов ослабления поля ТЭД. Переключение тяговых электродвигателей с одного соединения на другое осуществлялось с помощью трёхпозиционного группового переключателя ME-354-А2 с электропневматическим приводом и имеющего 18 контакторных элементов. В цепях вспомогательных машин были установлены электромагнитные контакторы DB-654A, которые значительно отличались от контакторов в силовых цепях. Реверсор для изменения направления тока в обмотках возбуждения ТЭД и переключатель для перехода из режима тяги в режим рекуперативного торможения были барабанного типа, а благодаря тому, что переключения осуществлялись при обесточенных цепях, удалось отказаться от устройств дугогашения.
Защита цепей электродвигателей вспомогательных машин осуществлялась с помощью плавких предохранителей, а цепей ТЭД — с помощью трёх реле перегрузки, которые воздействовали на быстродействующий выключатель (БВ); последний был модели IR-15E6 и расчитан на продолжительный ток 660 А, позволяя регулировать ток отключения в пределах 900—1500 А.
С 1952 года при капитальных ремонтах на электровозах С10-01 и С10-02 (как на электровозах Сс, СИ−09, СИ−14) проводили модернизацию. При этом на электровозы устанавливали вспомогательные машины и электрооборудование, как на электровозах ВЛ22м без рекуперативного торможения. Электрические схемы электровоза унифицировали со схемами электровоза ВЛ19-28, переоборудованного под руководством инженера З. М. Дубровского. Тяговые электродвигатели заменяли более мощными двигателями типа ДПЭ-400А или оставляли старые. Модернизированные электровозы С10 получили обозначение СМ. Электровозы серий С10 и СМ были исключены из парка в 1973 году.